# Sant Pere de Llobera
Sant Pere de Llobera és l'església parroquial de Llobera, a la comarca del Solsonès. És un monument protegit i inventariat dins el Patrimoni Arquitectònic Català

## Situació
Llobera, amb la seva església, es troba a l'extrem nord del municipi, al cap d'amunt del vessant esquerre de la riera de Miravé, capçalera de la riera de Sanaüja, al peu de les restes del castell que s'aixequen darrere seu.
Per anar-hi cal prendre la carretera asfaltada que surt, en direcció oest (ben senyalitzada), del km. 47 de la C-451 de Biosca a Solsona a l'encreuament de l'Hostal del Boix, d'on, en la part oposada, surt la que mena al Miracle i Su (41° 56′ 43″ N, 1° 29′ 22″ E / 41.94528°N,1.48944°E). S'hi arriba en 2,2 km.

## Descripció

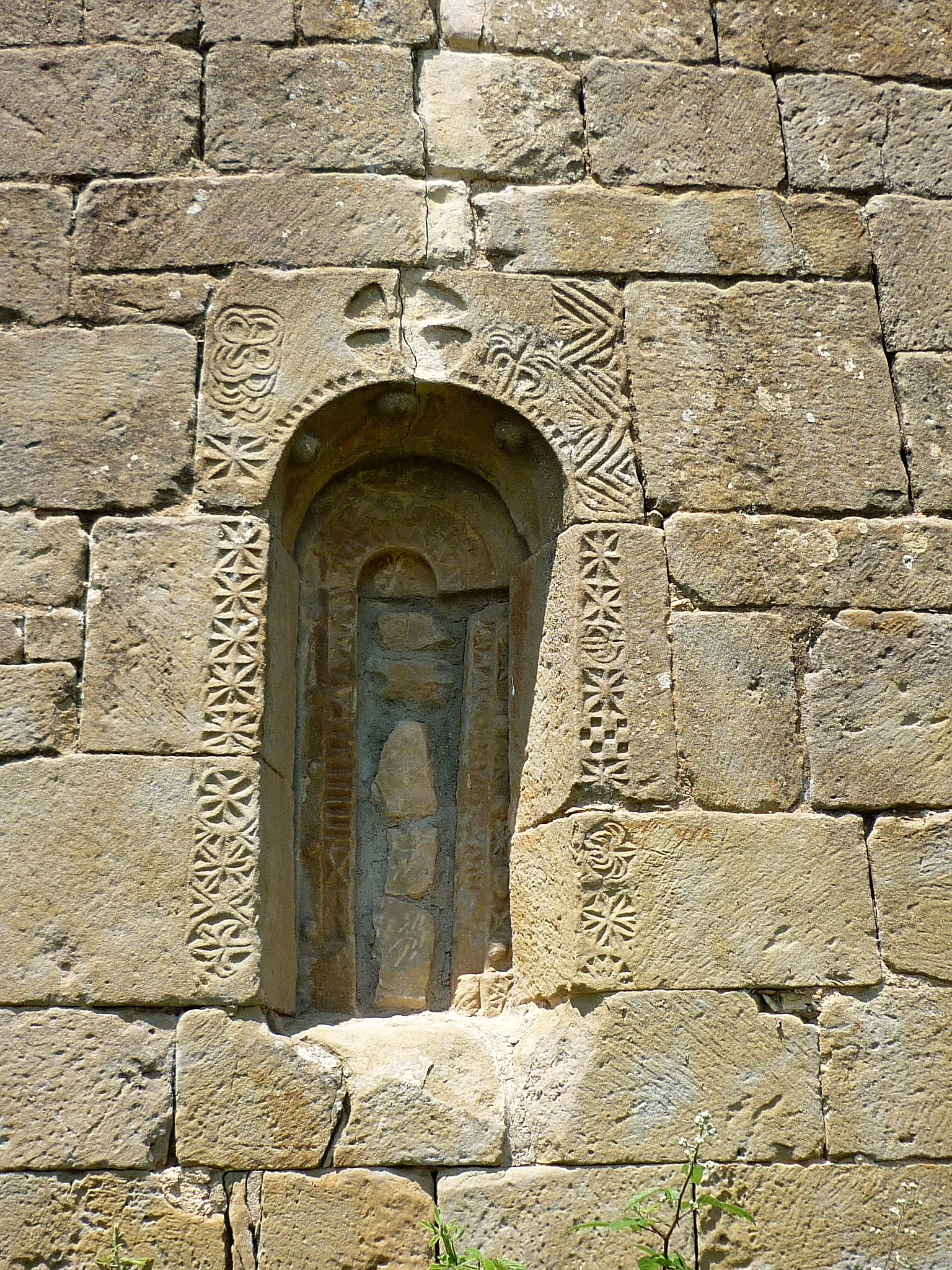
Finestra romànica

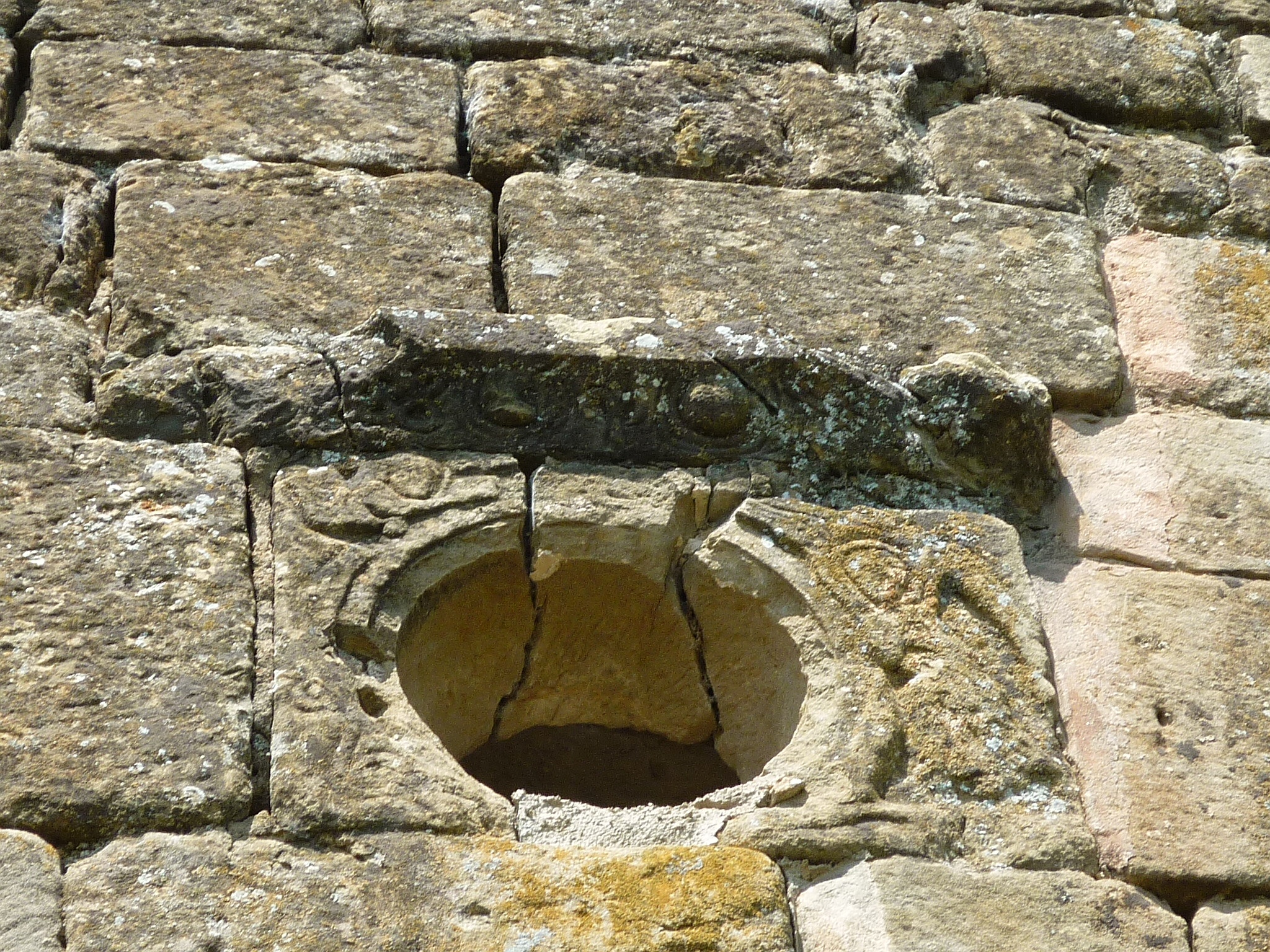
Òcul romànic

No es conserva l'estructura arquitectònica romànica, sinó que ha patit múltiples renovacions i ampliacions posteriors que desfiguren totalment l'edifici original. Té un robust campanar de torre, quadrat. Romanen, però, dos elements escultòrics aprofitats per tancar l'absis: una finestra i un òcul. La finestra és d'arc monolític de mig punt decorat en el mateix i en els muntants. Els motius són una creu inscrita en un cercle rebaixat; entrellaçat de lòbuls present a altres llocs de Catalunya, una estrella de vuit puntes inscrita en un quadrat. Tres cercles més presenten un motiu floral de quatre pètals, una flor de vuit pètals i una palmeta apaïsada. També hi ha línies en ziga-zaga, escacat, dents de serra. Sobresurten els tres caps simètrics a l'intradós de l'arc. L'òcul és un monòlit amb cornisa amb decoracions asimètriques on figuren dos àngels i motius geomètrico-vegetals. El conjunt es pot datar al segle xiii. En cap cas sembla anterior a mitjan segle xii.

## Notícies històriques
Va ser consagrada el 1037 amb dotació de Bonfill de Sanç, senyor de Llobera i la seva muller Amaltruda, germana del bisbe d'Urgell sant Eribau. El 1072 Em fa el seu testament amb algunes donacions a Sant Pere. El 1087 Humbert Guitard i Ermessenda donen a Santa Maria de Solsona un alou de Llobera, amb els cementiris i els drets que tenien sobre Sant Pere. El capbreu parroquial de 1565-1569 parla d'un altar de Sant Miquel dins l'església de Llobera. Es conserven diversos capbreus des del segle xiv. En el capbreu parroquial del segle xiv ens apareix la parròquia ja totalment estructurada i les seves sufragànies. Aquestes perduren fins al segle xix. El 1897 són suprimides les sufragànies i s'hi incorporà amb la categoria d'església d'ajuda la de Sant Pere de Peracamps.